# Твиддл, Бет
Элизабет «Бет» Кимберли Твиддл (англ. Elizabeth "Beth" Kimberly Tweddle, родилась 1 апреля 1985 года в Йоханнесбурге) — британская гимнастка, шестикратная чемпионка Европы, трёхкратная чемпионка мира, бронзовый призёр Олимпийских игр 2012 года в соревнованиях на разновысоких брусьях. Первая гимнастка в истории Великобритании, завоевавшая медали и ставшая чемпионкой Европы и мира; по мнению многих экспертов, одна из лучших гимнасток Великобритании за всю историю. Семикратная чемпионка Великобритании, не отдававшая пальму первенства в течение семи лет (с 2001 по 2007 годы).

## Биография

### Ранние годы
Родилась в Йоханнесбурге, в Южно-Африканской Республике, где временно работал её отец. В возрасте полутора лет перебралась в Великобританию с родителями. Детство провела в Банбери (Чешир), в возрасте 7 лет начала заниматься спортивной гимнастикой в Ливерпуле в составе команды «Крю энд Нэтвич», в 1994 году была включена в состав сборной Великобритании. С 1997 года она выступает за команду «Ливерпуль», где сейчас тренируется восходящая звезда британской гимнастики Ханна Уэлан. В 2001 году Элизабет завоевала титул чемпионки Великобритании впервые в своей карьере, который удерживала вплоть до 2007 года. В составе своей команды пять раз она завоёвывала золотые медали в командном первенстве Великобритании. Окончила Королевскую школу в Честере.

### Начало гимнастической карьеры: 2001—2004
Первым турниром для Элизабет стал чемпионат мира 2001 года: на дебютном соревновании Бет выступила не совсем удачно, став 24-й в многоборье и 9-й в командном первенстве. Но уже в 2002 году Твиддл завоевала бронзовую награду на чемпионате Европы в греческом городе Патрас, которая стала первой наградой для Великобритании на чемпионатах Европы. В том же году на чемпионате мира Твиддл совершила прогресс, заняв 4-е место на разновысоких брусьях. А на Играх Содружества 2002 года, представляя Англию, и вовсе одержала победу на этом снаряде (плюс ко всему серебряные медали в многоборье и командном первенстве).
В 2003 году брусья принесли Элизабет бронзовую награду на чемпионате мира, которая стала также первой для Великобритании, в 2004 году на чемпионате Европы этот же снаряд принёс Бет «серебро» на чемпионате Европы; в командном первенстве она стала пятой. Эти победы позволили Элизабет попасть на Летние Олимпийские игры 2004 года. В Афинах Твиддл выступила неудачно, став 11-й в командных соревнованиях, а в многоборье только 19-й. В финале Кубка мира 2004 года, проходившего в Бирмингеме, Твдилл выиграла снова «серебро» на брусьях, а в вольных упражнениях стала 5-й.

### Величайшие победы: 2005—2008
2005 год для Твиддл был не столь удачным: травма не позволила ей успешно выступить на чемпионате Европы 2005 года, хотя она успешно прошла квалификацию во всех видах соревнований. На чемпионате мира 2005 года последствия травмы продолжили сказываться: она стала только 4-й в вольных упражнениях, а на брусьях завоевала «бронзу». Из-за травмы Элизабет снялась с дальнейших соревнований и вынуждена была пропустить Игры Содружества 2006. Впрочем, в 2006 году она после восстановления одержала победу на брусьях в рамках чемпионата Европы и стала первой британкой-чемпионкой Европы.
В октябре 2006 года ей покорился и чемпионат мира: оценка выступления на брусьях в 16.200 баллов принесла ей золотую медаль на первенстве мира в датском Орхусе. Победа стала сенсационной не только благодаря превосходному выступлению Элизабет, но и благодаря отсутствию фаворитки турнира, Насти Люкин, которая на брусьях стала только 5-й, а во время соревнований в многоборье и вовсе упала с брусьев. Наконец, Элизабет выиграла и Кубок мира 2006 года в рамках соревнований на брусьях.
В июле 2007 год Твиддл выиграла седьмой титул чемпионки Европы, а затем в составе сборной на чемпионате мира вышла на Олимпиаду в Пекине, хотя и осталась без медалей. На чемпионате Европы 2008 года в апреле Элизабет завоевала серебряную медаль в вольных упражнениях, а на брусьях стала только четвёртой. Вторая Олимпиада стала чуточку успешнее для Бет: 4-е место на брусьях при оценки в 16.625 баллов.

### Закат карьеры: 2009–2013

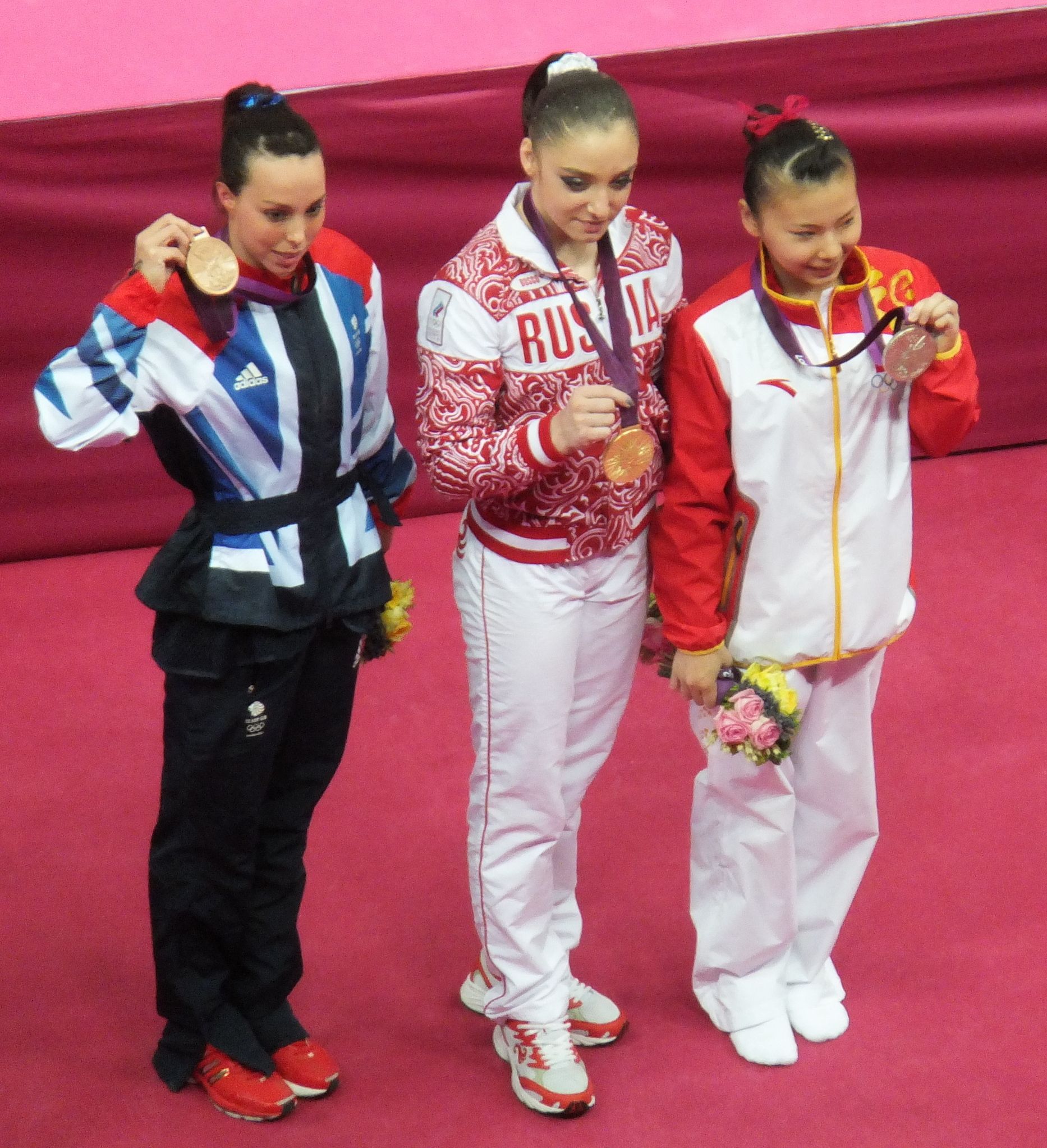
Призёры соревнований на брусьях: Элизабет Твиддл, Алия Мустафина и Хэ Кэсинь

Чемпионат Европы 2009 года стал успешным для Элизабет: она завоевала золотые награды и в вольных упражнениях, и на брусьях, а также одержала победы в тех же программах на Гран-При Глазго. На чемпионате мира в Лондоне, прошедшем в том же году, на брусьях Элизабет не справилась и не попала в финал, но в вольных упражнениях ей не было равных. 31 декабря 2009 года Элизабет Твиддл стала кавалером Ордена Британской империи
Успех чемпионата Европы она повторила через год в Бирмингеме, выиграв параллельно и серебро в командных соревнованиях. На чемпионате мира 2010 года в Роттердаме произошла ситуация, похожая на лондонскую с точностью до наоборот: неудача в вольных упражнениях и победа на брусьях. На следующий год она одержала победу в Берлине на разновысоких брусьях, став одной из самых возрастных участниц чемпионата Европы. На первенстве Англии в марте 2012 года Твиддл продемонстрировала самую сложную программу в своей карьере на брусьях. На Кубке Международной федерации гимнастики в Дохе в 2012 году она завоевала золото.
Олимпийские игры 2012 года в Лондоне принесли долгожданную награду Элизабет: бронзовая медаль на разновысоких брусьях. В квалификации Элизабет уверенно лидировала с оценкой в 16.133 балла, в финальной части она набрала 15.916 баллов, уступив второе место китаянке Хэ Кэсинь и россиянке Алие Мустафиной. В вольных упражнениях она стала 9-й, но отправилась в резервный состав.
В 2013 году Элизабет объявила об уходе из большого спорта.

## Вне гимнастики
Элизабет Твиддл окончила Ливерпульский университет имени Джона Мурса в 2007 году по специальности «Здоровье и прикладные общественные науки». По окончании карьеры она планирует стать физиотерапевтом. В 2006 году она заняла третье место в рейтинге телеканала BBC «Спортсмен года», став первой британской гимнасткой, вошедшей в этот почётный список. Участвовала в восьмом сезоне шоу «Танцы на льду», в котором одержала победу вместе с Дэниэлом Уистоном; в девятом сезоне того же шоу выступала с Лукашом Ружицким и заняла итоговое 3-е место.
У Элизабет есть брат Джеймс, который старше её на три года.